# Tregnago
Tregnago là một đô thị ở tỉnh Verona trong vùng Veneto của Ý, có cự ly khoảng 90 km về phía tây của Venice và khoảng 15 km về phía đông bắc của of Verona. Tại thời điểm ngày 31 tháng 12 năm 2004, đô thị này có dân số 4862 người và diện tích là 37,4 km².
Đô thị Tregnago có các frazioni (các làng) Cogollo, Finetti, Marcemigo, và Scoronano.
Tregnago giáp các đô thị: Badia Calavena, Cazzano di Tramigna, Illasi, Mezzane di Sotto, San Giovanni Ilarione, San Mauro di Saline, Verona, và Vestenanova.

## Biến động dân số
Unable to compile EasyTimeline input:

Timeline generation failed: More than 10 errors found

Line 2: id:lightgrey value:gray(0.9)

- Data expected for command 'Colors', but line is not indented.

```
 

```

Line 2: id:lightgrey value:gray(0.9)

- Invalid statement. No '=' found.

Line 3: id:darkgrey value:gray(0.8)

- Invalid statement. No '=' found.

Line 4: id:sfondo value:rgb(1,1,1)

- Invalid statement. No '=' found.

Line 5: id:barra value:rgb(0.6,0.7,0.8)

- Invalid statement. No '=' found.

Line 12: ScaleMajor = gridcolor:darkgrey increment:1000 start:0

- Scale attribute 'gridcolor' invalid. Unknown color 'darkgrey'.

```
 Specify command 'Color' before this command.

```

Line 13: ScaleMinor = gridcolor:lightgrey increment:200 start:0

- Scale attribute 'gridcolor' invalid. Unknown color 'lightgrey'.

```
 Specify command 'Color' before this command.

```

Line 14: BackgroundColors = canvas:sfondo

- BackgroundColors definition invalid. Attribute 'canvas': unknown color 'sfondo'.

```
 Specify command 'Color' before this command.

```

Line 16: bar:1861 text:1861

- Data expected for command 'BarData', but line is not indented.

```
 

```

Line 16: bar:1861 text:1861

- Invalid statement. No '=' found.

Line 17: bar:1871 text:1871

- Invalid statement. No '=' found.